# Germán Alemanno
Germán Alemanno (Rosario, Santa Fe, 27 de septiembre de 1983) es un exfutbolista argentino naturalizado peruano. Jugaba como delantero. Actualmente es director de la empresa de representación Alemanno Group.

## Trayectoria
Alemanno empezó su carrera en Rosario Central de Argentina. Debutó en primera división el 13 de noviembre de 2004 ante Banfield. Fue dirigido por Leonardo Astrada y compartió el equipo con Pablo Vitti, Marco Rubén y Ángel Di María. Jugó también la Copa Libertadores 2006.
En el año 2007 fue prestado a Quilmes, donde jugó por casi dos años.
En 2009 fue prestado otra vez pero al Platense. En aquella temporada tuvo mayor continuidad pero -como en los anteriores años- sin mucha efectividad: jugó 19 partidos -11 como titular- y anotó solo 3 goles.
Luego fue cedido a la Universidad de San Martín del Perú, logró clasificar a la Copa Sudamericana 2010. En el año 2010 fue campeón en el fútbol peruano bajo el mando de Aníbal Ruiz y elegido el mejor extranjero de la liga siendo el máximo socio del goleador del Campeonato Descentralizado 2010 Héber Arriola. En ese equipo también estaban figuras como Pedro Gallese, Christian Cueva, Pablo Vitti y Christian Ramos. Es recordado también por un gol de chalaca que le hizo a Deportivo Quito en la Copa Sudamericana 2010. Para el 2011 hizo una campaña regular al jugar la Copa Libertadores 2011 y en el campeonato local quedó cuarto en el acumulado clasificando así a la Copa Sudamericana 2012.
Cuando tenía todo listo para irse al fútbol chino decidió probar suerte en México y así durante los primeros seis meses de 2012 jugó en el Querétaro de México. Junto a su compadre de Rosario, Pablo Vitti quién también fichó por ese equipo. Fue dirigido por su compatriota Ángel Comizzo.
En julio de 2012 fue fichado por el club Cerro Porteño de Paraguay.
En enero de 2013 fichó por la Universidad César Vallejo del Perú con un contrato hasta el 31 de diciembre de 2013. Con 18 goles se convirtió en el octavo máximo goleador del torneo peruano. Con el elenco trujillano también jugó la Copa Libertadores 2013 y con sus goles lo ayudó a clasificar a la Copa Sudamericana 2014.
En julio de 2014 se anunció su incorporación a las filas de Universitario de Deportes a pedido de José Guillermo Del Solar al llegar tuvo que pelear el puesto con Raúl Ruidíaz y Cris Martínez. Al siguiente jugó la Copa Sudamericana 2015 donde avatar anotó 2 goles al Deportivo Anzoategui.
En febrero del 2017 fichó por el Deportivo Coopsol de la Segunda División del Perú, club donde anotó 8 goles y al finalizar la temporada de ascenso, decidió retirarse del fútbol .

## Clubes y estadísticas
| Club                             | Temporada           | Liga  | Liga  | Copa Nacional | Copa Nacional | Copa Internacional | Copa Internacional | Total | Total |
| Club                             | Temporada           | Part. | Goles | Part.         | Goles         | Part.              | Goles              | Part. | Goles |
| -------------------------------- | ------------------- | ----- | ----- | ------------- | ------------- | ------------------ | ------------------ | ----- | ----- |
| Rosario Central Argentina        | 2004/05             | 22    | 2     | —             | —             | 3                  | 0                  | 25    | 2     |
| Rosario Central Argentina        | 2005/06             | 16    | 2     | —             | —             | 1                  | 0                  | 17    | 2     |
| Rosario Central Argentina        | 2006/07             | 20    | 1     | —             | —             | —                  | —                  | 20    | 1     |
| Rosario Central Argentina        | Total               | 58    | 5     | 0             | 0             | 4                  | 0                  | 62    | 5     |
| Quilmes Argentina                | 2007/08             | 44    | 7     | 2             | 0             | —                  | —                  | 46    | 7     |
| Quilmes Argentina                | Total               | 44    | 7     | 2             | 0             | 0                  | 0                  | 46    | 7     |
| Platense Argentina               | 2009                | 14    | 2     | —             | —             | —                  | —                  | 14    | 2     |
| Platense Argentina               | Total               | 14    | 2     | 0             | 0             | 0                  | 0                  | 14    | 2     |
| Universidad San Martín · Perú    | 2009                | 12    | 5     | —             | —             | —                  | —                  | 12    | 5     |
| Universidad San Martín · Perú    | 2010                | 42    | 18    | —             | —             | 4                  | 2                  | 46    | 20    |
| Universidad San Martín · Perú    | 2011                | 28    | 8     | —             | —             | 6                  | 2                  | 34    | 10    |
| Universidad San Martín · Perú    | Total               | 82    | 31    | 0             | 0             | 10                 | 4                  | 92    | 35    |
| Querétaro · México               | 2012                | 12    | 2     | —             | —             | —                  | —                  | 12    | 2     |
| Querétaro · México               | Total               | 12    | 2     | 0             | 0             | 0                  | 0                  | 12    | 2     |
| Cerro Porteño Paraguay           | 2012                | 1     | 0     | —             | —             | 1                  | 0                  | 2     | 0     |
| Cerro Porteño Paraguay           | Total               | 1     | 0     | 0             | 0             | 1                  | 0                  | 2     | 0     |
| Universidad César Vallejo · Perú | 2013                | 40    | 18    | —             | —             | 2                  | 0                  | 42    | 18    |
| Universidad César Vallejo · Perú | Total               | 40    | 18    | 0             | 0             | 2                  | 0                  | 42    | 18    |
| Universitario · Perú             | 2014                | 15    | 5     | —             | —             | —                  | —                  | 15    | 5     |
| Universitario · Perú             | 2015                | 25    | 2     | 10            | 1             | 4                  | 2                  | 39    | 5     |
| Universitario · Perú             | Total               | 40    | 7     | 10            | 1             | 4                  | 2                  | 54    | 10    |
| Deportivo Coopsol · Perú         | 2016                | 22    | 7     | —             | —             | —                  | —                  | 22    | 7     |
| Deportivo Coopsol · Perú         | 2017                | 11    | 0     | —             | —             | —                  | —                  | 11    | 0     |
| Deportivo Coopsol · Perú         | Total               | 33    | 7     | 0             | 0             | 0                  | 0                  | 33    | 7     |
| Total en su carrera              | Total en su carrera | 324   | 93    | 12            | 1             | 21                 | 6                  | 357   | 100   |

## Palmarés

### Campeonatos nacionales
| Título                 | Club                      | País | Año  |
| ---------------------- | ------------------------- | ---- | ---- |
| Torneo Descentralizado | Universidad de San Martín | Perú | 2010 |

### Distinciones individuales
| Distinción                                                                                            | Año  |
| --- | ---- |
| Incluido en el equipo ideal del Campeonato Descentralizado según el portal periodístico DeChalaca.com | 2010 |